# Recyclingkreislauf
Ein Recyclingkreislauf ist der Weg, den ein (Alt-)Stoff oder ein (Alt-)Produkt von der Verwendung über das Rezyklieren bis zur erneuten Verwendung/Nutzung nimmt. Vollständig geschlossene Recyclingkreisläufe sind die Voraussetzung für die langfristig anzustrebende Kreislaufwirtschaft, bei der die industriellen Produktionen weitestgehend auf die Nutzung von natürlichen Ressourcen verzichtet.

## Arten von Recyclingkreisläufen

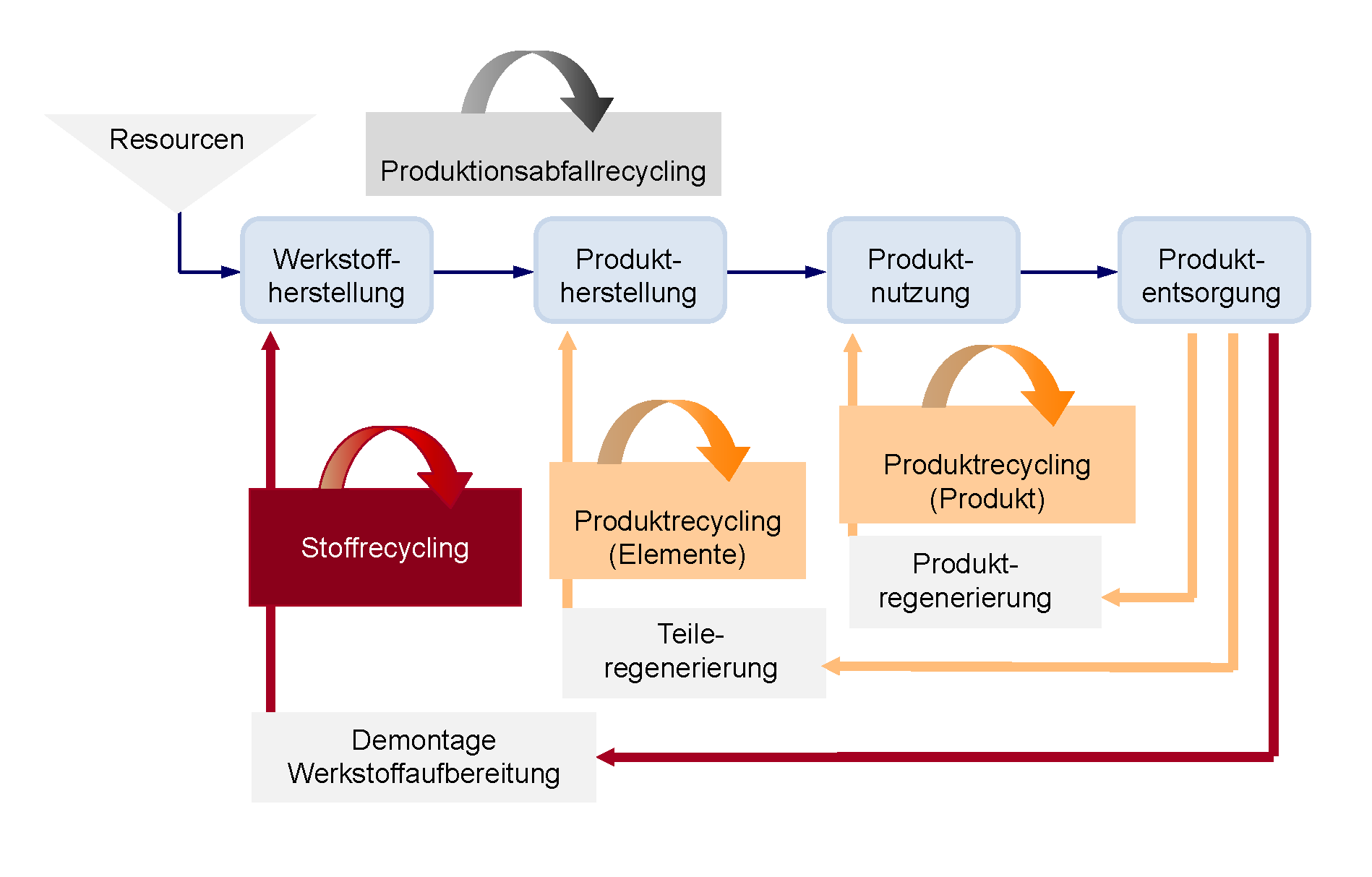
Produktionsabfallrecycling, Produkt- und Stoffrecyling

Man unterscheidet drei unterschiedliche Arten von Recyclingkreisläufen, und zwar:
- Recycling bei der Produktion (Produktionsabfallrecycling),
- Recycling unter Beibehaltung des Produkts (Produktrecycling) und
- Recycling nach Produktgebrauch (Stoffrecycling).

Alle drei Kreisprozesse dienen zur Absicherung einer anzustrebenden Kreislaufwirtschaft. Aktuell helfen sie, Ressourcen zu sparen und die Deponien zu entlasten, indem sie einen möglichst hohen Produktanteil einem Aufbereitungsprozess zuführen. Aufgabe der Ingenieurwissenschaften ist es, Verfahren und Methoden bereitzustellen, die ein so weitgehendes Recycling wie möglich erlauben. Dabei muss aber stets die Frage gestellt werden, bis zu welchem Punkt Recycling überhaupt noch sinnvoll ist. Es bedarf stets eines gewissen Aufwandes x, einen Altstoff zu rezyklieren. Der Betrag von x ergibt sich aus der Energie, die nötig ist, diesen Altstoff zu transportieren, zu zerkleinern, zu reinigen und aufzubereiten. Durch die verschiedenen Aufbereitungsverfahren wird die Entropie (der Grad der „Unordnung“) des Systems „Altstoff“ deutlich verringert; gleichzeitig ist dafür aber so viel Aufwand erforderlich, dass sich die Entropie des Gesamtsystems „Umwelt“ um ein Vielfaches erhöht. Bei jedem Recycling muss die Verhältnismäßigkeit des Mittelaufwands im Auge behalten werden. Der Umwelt nutzt es nichts, wenn Altstoff rezykliert wird, um Ressourcen zu sparen, gleichzeitig aber ein Mehrfaches an Ressourcen für die Altstoffaufbereitung verbraucht wird. Hier kann der Konstrukteur durch die recyclinggerechte Produktgestaltung entscheidend dazu beitragen, den Verwertungsaufwand x so gering wie möglich zu halten.

### Recycling bei der Produktion (Produktionsabfallrecycling)
Bei dem ersten der oben erwähnten drei Kreisläufe handelt es sich um das Recycling des Ausschusses und der Werkstoffabfälle, die bei der Produktion anfallen. Ziel sollte es zunächst sein, solche Fertigungsverfahren auszuwählen, die so wenig Abfall wie möglich entstehen lassen.
Da sich ein Entstehen von Produktionsabfällen bei den heutigen Fertigungsverfahren und Produkten kaum völlig vermeiden lässt, müssen die anfallenden Abfälle zumindest rezyklierbar sein und es sollten möglichst wenige verschiedene Werkstoffe verwendet werden.
Damit ergeben sich deutliche Erleichterungen bei der Verwertung dieser Abfälle, die ja durchaus Wertstoffe darstellen. Gerade bei hochwertigen Materialien ist das Produktionsabfallrecycling weit verbreitet. Das hat einmal wirtschaftliche Gründe, zum anderen erklärt es sich aber auch daraus, dass die Umsetzung aus verschiedenen Gründen vergleichsweise einfach ist. Da die Produktionsabfälle in unmittelbarer Nähe der Fertigungseinrichtungen anfallen und meist wenig oder gar nicht verschmutzt sind, entstehen kaum logistische oder technologische Probleme. Zudem sind Zusammensetzung und Zustand der Abfälle genau bekannt. Aus diesen Gründen hat dieser erste der drei möglichen Recyclingkreise ein vergleichsweise hohes Entwicklungsniveau erreicht.

### Recycling unter Beibehaltung des Produktes (Produktrecycling)
Das Produktrecycling ist eine erneute Verwendung des Produktes (Produktrecycling auf Systemebene) oder von Teilen des Produktes (Produktrecycling auf Elementebene). Dies geschieht in einem weiteren Gebrauchsprozess unter Beibehaltung der Produktfunktion (Wiederverwendung) oder auch unter Veränderung der bisherigen Produktfunktion (Weiterverwendung). Die Produktgestalt bleibt in beiden Fällen erhalten oder wird nur
ganz unwesentlich verändert. Ein Beispiel für diese Art des Recyclings ist ein Austauschmotor, der nach Zerlegung, Reinigung, Kontrolle und dem Austausch von beschädigten oder technologisch überholten Bauteilen wieder- beziehungsweise weiterverwendet werden kann, ohne dass sich seine Produktform (wesentlich) ändert.
Der Entwickler, Designer und/oder Konstrukteur, der sich an den Leitregeln der recyclinggerechten Konstruktion orientiert, erleichtert ein Produktrecycling in entscheidendem Maße.
Mit neuen oder aufbereiteten Teilen versehen, kann das technische Produkt wieder in den Produktionskreislauf eingebracht werden, während sich die verschiedenen Bauteile, die ersetzt werden mussten, zumindest durch Materialrecycling verwerten lassen.

### Recycling nach Produktgebrauch (Stoffrecycling)
Beim Stoffrecycling handelt es sich um die Rückführung des Materials aus Industrie- und Konsumabfall in einen neuen Fertigungsprozess. Die verschiedensten Gründe können dazu führen, dass Produkte nicht weiter verwendet werden. Denkbar ist zum Beispiel, dass das Produkt in dieser Form nicht mehr benötigt wird, dass es gegen eine verbesserte Version ausgetauscht wird (sog. „moralischer Verschleiß“) oder dass das Produkt im Ganzen irreparabel geschädigt ist. Das Zerlegen eines Produktes in seine stofflichen Bestandteile sollte bei der Produktentwicklung berücksichtigt werden, um (1) minimalen Zerlegungsaufwand, (2) maximalen Anteil an wiederverwertbaren Wertstoffen in Werkstoffqualität und (3) minimalen Entsorgungsaufwand für die enthaltenen Schadstoffe vorausschauend zu gewährleisten.

## Trivia
Ein interessantes Beispiel für Produktrecycling bestand in Goslar Mitte der neunziger Jahre. Die Deutsche Telekom hatte eine zentrale Aufbereitungsstelle eingerichtet, in der ausgediente Telefongeräte manuell aufgearbeitet wurden, um sie anschließend ein weiteres Mal zu vermarkten. Jährlich wurden mehrere Millionen Geräte verschiedener Typen, die auf dem deutschen Markt wegen ihres veralteten Designs keine Käufer mehr fanden, nach Osteuropa oder die Türkei verkauft. Nach einer Aufarbeitung im Rahmen eines Produktrecyclings konnten die Endgeräte noch viele Jahre lang ihren Zweck erfüllen und trugen gleichzeitig zur Entschärfung der Abfallproblematik bei.
In der Telekommunikationsindustrie gab es bezüglich der Werkstoffauswahl eine Besonderheit, die vom Standpunkt des Recyclings betrachtet eine große Erleichterung bedeutete. Bereits in den siebziger Jahren verlangte die Deutsche Telekom von ihren Gerätezulieferern den Einsatz von ABS als alleinigem Gehäusewerkstoff. Durch die starke Position der Telekom als Monopolist konnte sich diese Beschränkung in der Materialvielfalt auch durchsetzen und hat sich als eine Art Industriestandard zum großen Teil bis heute erhalten.